# Lorrva Sarahart'
Lorrva Sarahart' är ett högland i Armenien. Det ligger i den nordvästra delen av landet, 110 kilometer norr om huvudstaden Jerevan.
Trakten runt Lorrva Sarahart' består till största delen av jordbruksmark. Runt Lorrva Sarahart' är det ganska tätbefolkat, med 96 invånare per kvadratkilometer.